# Waterville (Maine)
Waterville es una ciudad ubicada en el condado de Kennebec en el estado estadounidense de Maine. En el Censo de 2010 tenía una población de 15.722 habitantes y una densidad poblacional de 431,96 personas por km².

## Geografía
Waterville se encuentra ubicada en las coordenadas 44°32′43″N 69°39′41″O / 44.54528, -69.66139. Según la Oficina del Censo de los Estados Unidos, Waterville tiene una superficie total de 36.4 km², de la cual 35.17 km² corresponden a tierra firme y (3.36%) 1.22 km² es agua.

## Demografía
Según el censo de 2010, había 15.722 personas residiendo en Waterville. La densidad de población era de 431,96 hab./km². De los 15.722 habitantes, Waterville estaba compuesto por el 93.91% blancos, el 1.14% eran afroamericanos, el 0.56% eran amerindios, el 1.2% eran asiáticos, el 0.06% eran isleños del Pacífico, el 0.76% eran de otras razas y el 2.37% pertenecían a dos o más razas. Del total de la población el 2.38% eran hispanos o latinos de cualquier raza.